# Čašnická rovina
Čašnická rovina (bělorusky Чашніцкая раўніна) je rovina na jihu Běloruského pojezeří. Pokrývá území Čašnického rajónu, jih Běšankovického rajónu, sever a západ Senněnského rajónu ve Vitebskské oblasti. Na severu sousedí s Polackou nížinou, na východě s Vitebskou vysočinou a Lučoskou nížinou, na jihu s Aršanskou vysočinou, na jihozápadě a západě s Věrchněbjarezinskou nížinou a Ušacko-Ljepějskou vysočinou.
Ze západu na východ má 40 až 72 km, z jihu na sever od 30 do 70 km. Zaujímá rozlohu 2,5 tisíc km². Střední výška je 140–160 m. Nejvyšší bod s výškou 192 metrů leží v jižní části Čašnické roviny.
Na formování reliéfu roviny se podílelo postupně pět různých zalednění. Nejvýraznější vliv měla poslední dvě zalednění. Převažují drnově podzolové a drnově podzolové bažinné půdy.
Na území Čašnické roviny se nacházejí zásoby snadno tavitelné hlíny, písku a štěrku, rašeliny a bahna. Řeky patří do povodí Daugavy. Nejýznamnější jsou Ula s přítoky Usvějka, Svkačanka a Lukomka, řeka Kryvinka s přítokem Bjarozka, a řeka Abalianka. Je zde mnoho jezer, z nichž největší jsou Žerynskaje, Saro, Sjanno, Bjarozaŭskaje.